# 11908 Nicaragua
11908 Nicaragua eller 1992 GC5 är en asteroid i huvudbältet som upptäcktes den 4 april 1992 av den belgiske astronomen Eric W. Elst vid La Silla-observatoriet. Den är uppkallad efter det centralamerikanska landet Nicaragua.
Asteroiden har en diameter på ungefär 9 kilometer.